# Желимље
Желимље (словен. Želimlje) је насељено место у општини Шкофљица, Средњесловенска регија, Словенија.

## Историја
До територијалне реорганизације у Словенији било је у саставу града Љубљане, односно старе општине Вич–Рудник .

## Становништво
У попису становништва из 2011. године, Желимље је имало 416 становника.
| Број становника према пописима | Број становника према пописима | Број становника према пописима |
| ------------------------------ | ------------------------------ | ------------------------------ |
| 1991                           | 2002                           | 2011                           |
| 327                            | 358                            | 416                            |

## Галерија
- католичка гимназија, завод Светега Франчишка Салешкега
- зграда гимназије
- гимназијски дом Јанеза Бошка
- спортска сала гимназије
- засеок Намршељ
- засеок Плеше
- засеок Скопачник